# Stipsi funzionale
Per stipsi funzionale in campo medico, si intende la forma tipica di stipsi che colpisce i bambini quando essa non è correlata ad un'eziologia di tipo organico. Secondo i criteri specifici la stipsi funzionale viene assimilata ad un'altra disfunzione: la ritenzione funzionale di feci. 

## Epidemiologia
I bambini oggetto di tale disturbo hanno solitamente un'età superiore ai 4 anni e inferiore ai 16 anni.

## Esami
Viene diagnosticato dopo un'attenta anamnesi, dove devono rispettare i criteri di Roma III, ovvero il bambino deve rispettare almeno due delle seguenti caratteristiche per essere diagnosticato la stipsi funzionale:
- Massimo due evacuazione alla settimana
- Minimo un episodio di incontinenza alla settimana
- Episodi dove si nota un'esagerata ritenzione di feci
- Se vi è presenza di masse fecali nel retto
- Espulsione di masse anormali di feci

## Sintomatologia
Fra i sintomi e i segni clinici si annoverano alterazione dell'appetito (il bambino può sentirsi subito sazio o avere sempre fame), irritabilità.